# Kout (Polomené hory)
Kout (411 m n. m.) je vrch v okrese Česká Lípa Libereckého kraje, v CHKO Kokořínsko, ležící asi 1 km jjv. od vsi Deštná, na příslušném katastrálním území.

## Geomorfologické zařazení
Vrch náleží do celku Ralská pahorkatina, podcelku Dokeská pahorkatina, okrsku Polomené hory, podokrsku Kokořínská vrchovina a Střezivojické části.

## Přístup
Automobilem se dá nejblíže dojet do Deštné, Dražejova či Nedvězí. Z jižní strany vrchu prochází zelená a červená turistická značka. Z jihu stoupají dvě cesty, jedna až na vrchol.